# Bolūr Dokān
Bolūr Dokān (persiska: بلور دکان) är en ort i Iran.   Den ligger i provinsen Gilan, i den norra delen av landet, 190 km nordväst om huvudstaden Teheran. Bolūr Dokān ligger 256 meter över havet och antalet invånare är 158.
Terrängen runt Bolūr Dokān är bergig söderut, men norrut är den kuperad. Bolūr Dokān ligger nere i en dal. Runt Bolūr Dokān är det ganska tätbefolkat, med 134 invånare per kvadratkilometer. Närmaste större samhälle är Amlash, 13,7 km nordost om Bolūr Dokān. I omgivningarna runt Bolūr Dokān växer i huvudsak blandskog.